# Constantin Radovici
Constantin Radovici (n. 15 ianuarie 1877, Tecuci, Tecuci, România – d. 16 octombrie 1916, București, România) a fost un actor și regizor român.
A jucat la Teatrele Naționale din Craiova și București, în companiile “Davilla” și “Marioara Voiculescu”, la Schauspielhaus (Berlin) și în numeroasele sale formațiuni proprii. Printre rolurile sale se numără: Dragomir (“Năpasta” de Caragiale), Primarul (“Un dușman al poporului” de Ibsen), Samson (“Samsom” de Bernstein), Actorul (“Azilul de noapte” de Gorki) și Kean (“Kean” de Dumas).
A decedat în 1916 și a fost înmormântat în Cimitirul Bellu.

## Filmografie (regizor și actor)
- Bastard (1913)
- Detectivul (1913)
- Dragoste de marinar (1913)
- Spionul (1913)
- Urgia cerească (1913)
- Viorica (1913)